# Azzedine Amanallah
Azzedine Amanallah (ur. 7 kwietnia 1956 w Marakeszu) – marokański piłkarz grający na pozycji pomocnika.

## Kariera klubowa
Azzedine Amanallah rozpoczął karierę piłkarską w 1974 roku w klubie Difaa El Jadida i grał w nim do 1983 roku. W 1976 wywalczył z klubem wicemistrzostwo Maroka.
W 1983 wyjechał do Francji, do klubu Besançon RC, w którym grał do 1986. Ostatnie cztery lata kariery spędził w pierwszoligowym Chamois Niortais FC i drugoligowym EA Guingamp.

## Kariera reprezentacyjna
W reprezentacji Maroka Azzedine Amanallah grał w latach osiemdziesiątych.
W 1981 roku uczestniczył w przegranych eliminacjach do Mistrzostw Świata 1982.
W 1986 roku wystąpił na Mistrzostwach Świata. Na Mundialu w Meksyku Azzedine Amanallah był rezerwowym i nie wystąpił w żadnym spotkaniu.